# Boris Alexandrovich, Đại vương công Tver
Boris Alexandrovich (sau năm 1398 - 1461) - Công tước xứ Tver từ 1426 đến 1461; con trai của Aleksandr II, Đại vương công xứ Tver

## Lên ngôi Đại vương công
Năm 1425 - 1426, đại dịch hạch lớn tại Nga làm nhiều quý tộc và thường dân bị chết, trong đó nặng nhất là công quốc Tver với ba vị Đại vương công cũng qua đời trong thời gian này do dịch hạch: Ivan, Đại vương công xứ Tver, Aleksandr II, Đại vương công xứ Tver và Yuri, Đại vương công xứ Tver. Người duy nhất còn sống sót là hoàng tử Boris của Tver (người anh cả là Yaroslav yên vị ở Gorodets, không muốn tranh ngôi với em mình)
Tương tự như vậy ở Moskwa, Đại vương công Vasili I của Nga cũng đột nhiên qua đời; kế vị ông này là ấu vương Vasili II của Nga. Lợi dụng Đại công Moskwa còn nhỏ tuổi, Boris lập tức liên minh với Lithuania để cùng ngăn chặn sự gia tăng cuối cùng của Moskwa. Sau khi được Công tước Ryazan Ivan Fyodorovich và hoàng tử Phổ đem quân gia nhập vào Lithuania, Boris cảm thấy có hi vọng tranh giành ảnh hưởng ở Moskwa. Nhưng cái chết bất ngờ của Đại công Lithuania Witold năm 1430 và kẻ soán ngôi Moskwa là Dmitry Shemyaka năm 1454 đã làm Boris hết hi vọng tranh giành ảnh hưởng ở Moskwa. Boris thề trung thành với Moskwa, lo sợ một chiến dịch trừng phạt từ sau này bằng cách gả con gái Maria cho Ivan Vasilyevich, con trai của Đại công Vasilii II. Trong năm 1454, dưới sự trung gian của Thượng phụ Moskwa Jonah, ông ký kết một thỏa thuận với Vasilii II với điều kiện sẽ cho các con trai của mình sang làm con tin tại Moskwa
Sau khi cha mất, con trai lên ngôi và trở thành Đại vương công Tver cuối cùng: Mikhail III, Đại vương công xứ Tver

## Gia đình
Ông kết hôn hai lần và có ba người con:
1. Người vợ đầu tiên: Anastasia (mất năm 1451), con gái của Andrey Dmitrievich, con trai của Dmitry Ivanovich Donskoy. Bà sinh ra Maria, vợ của Đại công Moskwa tương lai là Ivan III
2. Người vợ thứ hai: Anastasia, con gái của Alexander Vasilyevich Shuisky-Glazaty. Bà sinh ra[2] Alexander (chết 1454/1455); Mikhail (1453/1457 - 1505), hoàng tử vĩ đại cuối cùng của Tver năm 1461-1485. Vì mưu giấu của cải của con trai mình đã bị Đại công Ivan III truất phế, bà đã bị Đại công này lưu đày đến Pereslavl-Zalessky